# Synchlora suppomposa
Synchlora suppomposa là một loài bướm đêm trong họ Geometridae.